# Субијано
Субијано (итал. Subbiano) је насеље у Италији у округу Арецо, региону Тоскана.
Према процени из 2011. у насељу је живело 3620 становника. Насеље се налази на надморској висини од 272 м.

## Становништво
Према резултатима пописа становништва 2011. у општини је живело 6.299 становника.
| 1931. | 1936. | 1951. | 1961. | 1971. | 1981. | 1991. | 2001. | 2011. |
| ----- | ----- | ----- | ----- | ----- | ----- | ----- | ----- | ----- |
| 4.892 | 5.015 | 5.199 | 4.256 | 3.941 | 4.048 | 4.442 | 5.485 | 6.299 |